# Abdij van Sankt Blasien
De Abdij van Sankt Blasien was een benedictijner abdij in Baden-Württemberg.
De abdij Sankt Blasien vindt zijn oorsprong in de Cella Albauit de negende eeuw. Deze Cella behoorde tot de abdij Rheinau en werd in de tiende eeuw zelfstandig en verwierf een enorm bezit. In 1065 werden de bezittingen bevestigd door keizer Hendrik IV.
Een zeer belangrijke aanwinst was de koop van het graafschap Bonndorf in 1613 van Joachim Christoph van Mörsberg. Hierdoor was de abt onbetwistbaar landsheer geworden. In 1666 ging het voorzitterschap van de landstanden in de Breisgau over van het vorstendom Heitersheim op de abdij Sankt Blasien. In 1729 werden nog Oberried en Kappel verworven, waardoor het gebied tot voor de poorten van de stad Freiburg reikte. Verder werden nog de heerlijkheden Staufen en Kirchhofen verworven. In 1746 werd abt Frans II tot rijksvorst verheven.
Paragraaf 26 van de Reichsdeputationshauptschluss  van 25 februari 1803 voegde de abdij Sankt Blasien en het graafschap Bonndorf bij het vorstendom Heitersheim.
Artikel 19 van de Rijnbondakte van 12 juli 1806 voegde het vorstendom Heitersheim bij het groothertogdom Baden. Op 27 januari 1806 had Baden het vorstendom al bezet. Hiermee was dus ook de abdij aan Baden gekomen. De abdij werd door Baden geseculariseerd. De meeste monniken vestigden zich in een klooster in Karinthië.
De voogdij over het klooster liet de bisschop van Bazel door de graaf van Wehr uitoefenen. In 1125 kwam de voogdij in handen van het geslacht Zähringen en na hun uitsterven in 1218 aan het Heilige Roomse Rijk. Rooms-koning Koenraad IV verpandde de voogdij aan het huis Habsburg. Daar bleef de voogdij tot het einde van het Rijk in 1806.